# 포트나이트
포트나이트(FORTNITE)는 에픽게임즈에서 개발 및 유통하고 있는 배틀로얄식 온라인 비디오 서바이벌 슈팅 게임이다.
동일한 일반 게임 플레이 및 게임 엔진을 공유하는 세 가지 고유한 게임 모드 버전으로 제공된다. 최대 100명의 플레이어가 최후의 1인이 되기 위해 싸우는 무료 배틀 로얄 게임인 포트나이트 배틀 로얄, 포트나이트: 세이브 더 월드(Fortnite: Save the World)는 최대 4명의 플레이어가 좀비 같은 생물과 싸우고 건설할 수 있는 함정과 요새로 물체를 방어하는 협동 하이브리드 타워 디펜스 슈팅 게임이자 서바이벌 게임이다. 그리고 포트나이트 크리에이티브에서는 플레이어가 세계와 전투 경기장을 만들 수 있는 완전한 자유를 누릴 수 있다.
세이브 더 월드와 배틀로얄은 2017년 얼리 액세스 타이틀로, 크리에이티브는 2018년 12월 6일에 출시되었다. 1년 이내에 1억 2,500만 명 이상의 플레이어를 끌어들이고 매달 수억 달러를 벌어들이는 문화적 현상이다. 포트나이트는 2019년 12월까지 전체적으로 90억 달러의 총 수익을 창출했다.
세이브 더 월드는 Windows, macOS, PlayStation 4, Xbox One에서만 사용할 수 있으며 배틀로얄과 크리에이티브는 모든 플랫폼과 닌텐도 스위치, iOS, 안드로이드 기기용으로 출시되었다. 이 게임은 또한 9세대 PlayStation 5 및 Xbox Series X/S 콘솔 출시와 함께 출시되었다.

## 논란
한국 시간으로 2020년 8월 14일 에픽 게임즈에서 포트나이트 메가 드롭을 출시 하고 Apple은 앱 스토어에서 포트나이트를 업데이트하거나 새롭게 설치할 수 없도록 차단하였다. 
이와 동시에, Apple 기기용 포트나이트를 개발할 수 없도록 조치를 취하였으며, 이와  구글도 플레이 스토어에서 포트나이트를 설치할 수 없도록 차단하였다.
현재는 iOS에서는 정상적으로 포트나이트를 플레이 할 수 없으며, 안드로이드에서만 갤럭시 스토어에서 정상적으로 다운로드가 가능하다.